# Västra Nylands folkhögskola
Västra Nylands folkhögskola, är en folkhögskola i Karis, Finland. Den bildades 1905 i Karis, flyttade senare till grannkommunen Pojo, men återkom till Karis 1978.
Skolan meddelar undervisning i visuell konst, scenkonst, kommunikation, och olika akademiska ämnen. Dessa linjer är ettåriga. 
Dessutom erbjuder skolan veckoslutskurser och sommarkurser i varierande ämnen. Sedan juni 2018 får skolan också bedriva verksamhet i kommunerna Kimitoön och Pargas. 
Skolans rektor sedan år 2017 är Henrik Grönroos.